# سیر فلسفه در ایران
سیر متافیزیک در ایران (به انگلیسی: The Development of Metaphysics in Persia) فرم کتاب پایان‌نامه دکترای فلسفه محمد اقبال در دانشگاه مونیخ است که در سال ۱۹۰۸ ارسال و در همان سال منتشر شد. این کتاب پیشرفت متافیزیک را در ایران از زمان زرتشت تا ظهور بهائیت دنبال می‌کند. این کتاب را سال ۱۳۳۷ امیرحسین آریان‌پور با نام «سیر فلسفه در ایران» به فارسی برگردانده است.

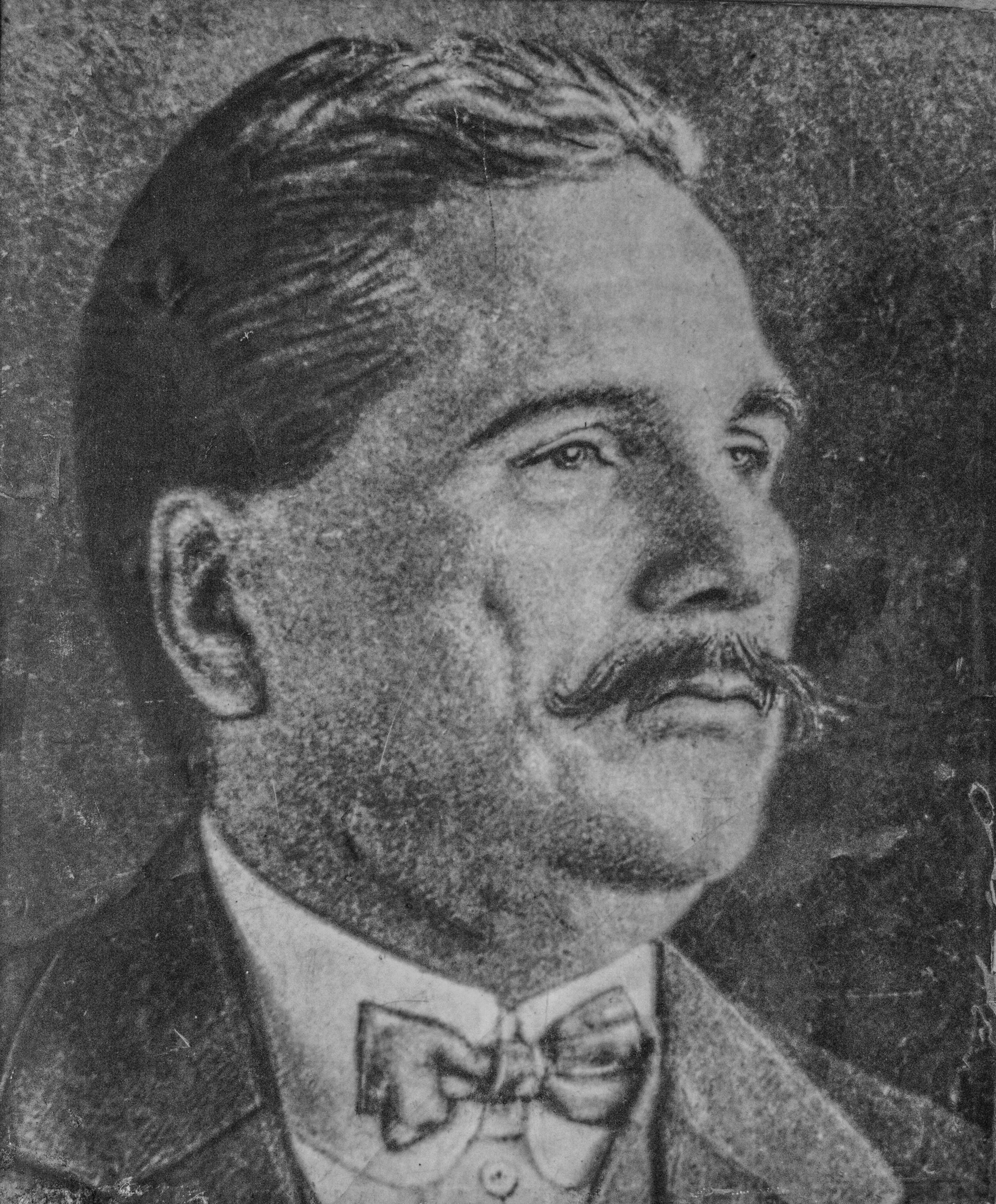
علامه دکتر محمد اقبال

## معرفی
محمد اقبال به آلمان رفته بود و به دانشگاه لودویگ ماکسیمیلیان، مونیخ وارد و در سال ۱۹۰۸ با ارائهٔ «The Development of Metaphysics in Persia» به‌عنوان پایان‌نامهٔ نهایی خود، مدرک دکترا گرفت. استاد راهنمای دکترای اقبال فریتز هومل بود. این کتاب را Luzac & Company، لندن در همان سال منتشر کرد. اقبال در این کتاب از زرتشت تا عصر بهاءالله و آناتومی متافیزیکی را پوشش می‌دهد. این کار یکی از شاهکارهای پژوهشی محمد اقبال است. هیچ تحقیقی از قبل یا بعد از آن در زبان انگلیسی در مورد این موضوع انجام نشده بود.

## به نقل از کتاب
چون از زبان‌های ایرانی کهن آگاهی ندارم، آنچه در بخش اول رساله دربارهٔ زردشت نوشته‌ام، اطلاعات باواسطه است. اما در زمینهٔ مطالب بخش دوم مستقیماً به دستنوشته‌های اصیل فارسی و عربی رجوع کردم و کتاب‌های چاپی بسیاری خوانده‌ام. منابع اساسی من چنین‌اند:
1. تاریخ‌الحکماء، اثر بیهقی.
2. شرح انواریه، اثر محمدشریف هروی.
3. حکمةالعین، اثر نجم‌الدین علی دبیران کاتبی
4. شرح‌حکمةالعین، اثر شمس‌الدین محمدمبارک
5. شرح‌حکمةالعین، اثر محمدهاشم حسینی
6. عوارف‌المعارف، اثر ابوحفص عمر سهروردی.
7. مشکوةالانوار، اثر ابوحامد محمد غزالی.
8. کشف‌المحجوب، اثر ابوالحسن علی هجویری.
9. رساله نفس ارسطو، ترجمه افضل‌الدین کاشانی.
10. رساله، اثر می‌رسید شریف علی جرجانی
11. خاتمه، اثر سید محمد گیسودراز
12. منازل‌السائرین، اثر عبدالله اسمعیل هروی
13. جاویدان‌نامه، اثر افضل‌الدین کاشانی.
14. تاریخ‌الحکماء، اثر شمس‌الدین محمد شهرزوری
15. مجموع آثار، ابوعلی حسین‌بن سینا
16. رسالة فی‌الوجود، اثر می‌رسید شریف علی جرجانی
17. جاویدان کبیر، اثر ابوالفضل استرابادی.
18. جام‌جهان‌نما،
19. مقصد اقصی، اثر عزیزبن محمد نسفی.

## ویراست‌ها
چاپ اول کتاب را Luzac & Company، لندن در سال ۱۹۰۸ منتشر کرد. پس از آن Bazm e Iqbal آن را در سال ۱۹۵۴ در لاهور منتشر کرد. این کتاب به بسیاری از زبان‌های بین‌المللی از جمله فارسی، اردو و بوسنیایی ترجمه شده است.

## مطالعهٔ بیشتر
- Walbridge, John. Allamah Iqbal’s First Book. A Lecture at Lahore College for Women on the Occasion of Iqbal Day, 2000.